# 日本オラクル
日本オラクル株式会社（にほんオラクル、英: Oracle Corporation Japan）は、米国企業オラクルコーポレーション (Oracle Corporation) （1977年設立）が、1985年に日本で設立した法人である。
日本国内を拠点とした情報システム構築のためのクラウドサービス、ソフトウェア製品、ハードウェア製品、ソリューション、コンサルティング、サポートサービス、保守サービス、情報教育の事業を展開している。
1999年2月5日に店頭市場へ株式公開、2000年4月28日に東京証券取引所1部上場。JPX日経インデックス400の構成銘柄および東証スタンダード市場TOP20の構成銘柄の一つである。

## 企業理念
同社の企業理念は「私たちのミッションは、人々が新たな方法でデータを理解し、本質を見極め、無限の可能性を解き放てるよう支援していくことです。」。また、2020年12月に三澤智光が社長に就任し、ビジョンとして「Be a TRUSTED TECHNOLOGY ADVISOR」を掲げている。

## 事業

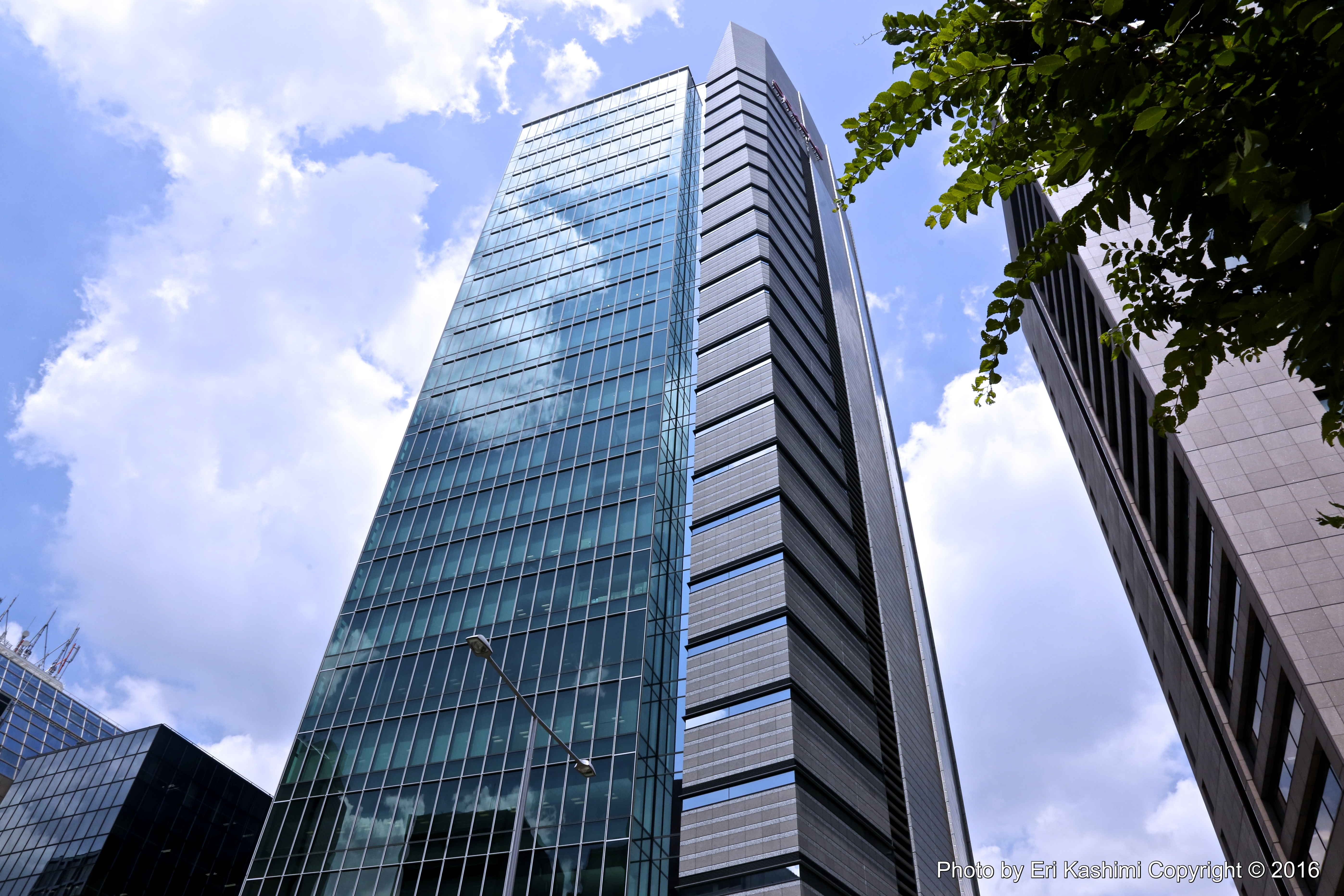
オラクル青山センター

旧来からデータベース管理ソフトに強いとされてきたオラクルだが、近年の本社による買収戦略もあり、データベース管理ソフトの企業から、サーバーやストレージ等のハードウェア、OS、ミドルウェア、アプリケーション等、ラインナップを拡充している。
また、オラクルはカスタマー・エクスペリエンスやERPを中心としたSaaS事業を展開している。さらに、PaaS型サービス「Oracle Cloud Platform」およびIaaS型サービス「Oracle Cloud Infrastructure」の展開について、オラクル本社CEOのラリー・エリソンが2014年9月に同社のプライベートイベント「Oracle OpenWorld」で公表している。
2009年1月にはエンジニアド・システムと呼ぶ、ソフトウェアとハードウェアを密に統合した製品の投入を開始。当初はデータベース専用マシン「Exadata」からスタートしたエンジニアド・システムは、ミドルウェア・Javaアプリケーション用の「Exalogic」、BI専用の「Exalytics」、ビッグデータの処理に特化した「Big Data Appliance」、小規模システム向けデータベース専用アプライアンス「Oracle Database Appliance」等、各用途に特化したエンジニアド・システムに加え、SPARCプロセッサーにSolarisを搭載した汎用型エンジニアド・システム「Oracle SuperCluster」と、そのラインナップを広げている。

## オフィス
かつて日本オラクルのオフィスはニューオータニガーデンコートにあったが、2008年9月に北青山二丁目に新しく建てた社屋（オラクル青山センター）へ移転した。
2022年5月19日、三井不動産、明治神宮、日本スポーツ振興センター、伊藤忠商事の4者により、「神宮外苑まちづくり」プロジェクトが発足。オラクル青山センターのビル建て替えを含む、2036年までの再開発計画が発表された。

## 主要製品
- Oracle Cloud
- Oracle Engineered Systems
- Oracle Database
- Oracle Fusion Middleware
- Oracle Applications
- Oracle Linux

### 過去の製品
- Developer/2000（英語版）
  - Developer/2000 R2.1、Developer/2000 Server R2.1：ビジュアル開発ツールとその実行環境。1998年5月6日に発表[9]。

## 社員犬
日本オラクルでは、社員を癒し、激励することを主業務とする社員犬を雇用している。3代目社員犬としてオールド・イングリッシュ・シープドッグの「ウェンディ」が就任し、Twitterに「！」(エクスクラメーションマーク1文字)と投稿するなどの活動を行っていたが、2010年7月1日に死去したと報じられた。
2010年10月1日に、同じくオールド・イングリッシュ・シープドッグの「キャンディ」が4代目社員犬に就任したが、2021年1月7日に死去したと報じられた。
1代目「サンディ」は契約社員扱いだったが、2代目の「ハイディ」から正式社員として社員番号0番となっている。